# Rufus Pollock
 Rufus Gabriel Pollock (2 de agosto de 1980) é um economista, ativista e empreendedor social britânico.
Ele tem sido uma figura de liderança nos movimentos globais de conhecimento aberto e dados abertos, começando com a fundação em 2004 da organização sem fins lucrativos Open Knowledge Foundation, a qual liderou até 2015. De 2007 a 2010, foi Mead Fellow em Economia no Emmanuel College, Cambridge, e de 2010 a 2013 foi membro da Fundação Shuttleworth. Em 2012, foi nomeado Ashoka Fellow, continua como Associado do Centro de Propriedade Intelectual e Direito da Informação da Universidade de Cambridge e segue no conselho da Open Knowledge Foundation. Desde que deixou a Open Knowledge Foundation, passou a concentrar seu trabalho em questões mais amplas de transformação social e, cofundou uma nova organização sem fins lucrativos, "Life Itself", em 2016. Mesmo assim, continuou a trabalhar ativamente na economia e na política da era da informação, incluindo a publicação de "The Open Revolution: Rewriting the rules of the information age" (A Revolução Aberta: Reescrevendo as regras da era da informação, em tradução livre) em 2018.
Enquanto estava na Open Knowledge Foundation, iniciou muitos projetos que continuam ativos. Em 2005, criou a Open Definition, que forneceu a primeira definição formal de conteúdo aberto e dados abertos, e que permanece como a definição de referência padrão. Em 2005-2006, criou a primeira versão do CKAN, um software de código aberto para encontrar e compartilhar conjuntos de dados, especialmente conjuntos de dados abertos. O CKAN evoluiu e é o principal software de plataforma de dados abertos do mundo, usado por governos, incluindo os EUA e o Reino Unido, para publicar milhões de conjuntos de dados públicos.
Rufus também ajudou a liderar ou co-fundar outras organizações, incluindo Open Rights Group (2005, co-fundador e membro do conselho), a Foundation for a Free Information Infrastructure (2005-6, diretor do Reino Unido),  a Creative Commons UK, a Datopian (fundador) e a Life Itself (co-fundador).

## Obra
Em 24 de maio de 2004, Pollock fundou em Cambridge, no Reino Unido, a Open Knowledge Foundation como uma rede global sem fins lucrativos para promover e compartilhar conhecimento aberto, incluindo dados abertos e conteúdo aberto — informações que estão disponíveis de forma aberta e gratuita.
Em 2007 e 2009, Pollock publicou dois artigos importantes sobre o prazo ideal de direitos autorais, com base em um modelo econômico com parâmetros empiricamente estimáveis, nos quais propôs uma duração ótima de 15 anos, muito menor do que qualquer prazo de direitos autorais atualmente existente.
Recebeu uma bolsa de economia da Mead Research Fellowship no Emmanuel College, em Cambridge.
Em 2009, ele foi creditado por Tim Berners-Lee, inventor da web, por iniciar o meme Raw Data Now.
Foi nomeado um dos quatro membros fundadores do Conselho de Transparência do Setor Público do Governo do Reino Unido em 2010.
Publicou, em 2018, seu primeiro livro, The Open Revolution: Rewriting the Rules of the Information Age, disponibilizando-o abertamente para download online.

## Links externos
- Site pessoal e autobiografia
- Entrevista com o Guardian.co.uk
- Dê-nos os dados brutos e dê-nos agora ─ a postagem do blog de Rufus Pollock que inspirou Tim Berners-Lee
- Conhecimento Aberto Internacional
- Bolsa de estudos Shuttleworth
- Bolsa Ashoka
- Projeto CKAN
- Palestra sobre Revolução Digital na re:publica
- Palestra sobre a construção de uma era digital sustentável em Genebra
- Vídeo sobre acesso ao conhecimento da WeShift
- Um Mundo Melhor Vídeo
- Vídeo e postagem de blog sobre dados sem atrito
- Reflexões sobre Blockchain Vídeo e artigo